# Публічний поворот
Публі́чний поворо́т (англ. public turn, turn to public) — ситуація, яка складається в соціальних і гуманітарних науках з останньої третини ХХ століття та пов'язана зі зростанням соціального запиту на соціально-гуманітарне знання й постанням поза межами університетського середовища нових форм побутування гуманітаристики зі специфічними способами трансляції знань, функціями, методами, інституціями, типом мовлення.
Зазначені тенденції на межі ХХ-ХХІ століть сягають максимуму в західному світі, а з другого десятиліття ХХІ століття — і в Україні, й охоплюють усі галузі соціальних і гуманітарних наук. У наукових дискусіях та у мас-медіа похідні від слова «публічний» сьогодні становлять вагомий пласт лексики: говорять про публічний дискурс, публічну політику, публічні стосунки, публічних інтелектуалів, публічну науку тощо. Залучення до публічного дискурсу стає однією з легітимних форм існування соціальних і гуманітарних наук у демократичному суспільстві. Масштаби явища дають змогу констатувати, що в гуманітаристиці кінця ХХ — початку ХХІ сторіччя відбувається вагомий теоретико-методологічний поворот, що поряд із лінгвістичним, прагматичним, комунікативним, дискурсивним та іншими «поворотами», тенденція до виділення яких виникає в гуманітаристиці другої половини ХХ століття, зумовлює обличчя сучасної науки.

## Історія терміна

### Перші згадки
Попри те, що вперше поняття публічного повороту з'являється в наукових публікаціях ще наприкінці 1980-х років,  тривалий час воно використовується епізодично й безсистемно, набуває різного змістовного наповнення від тексту до тексту й не артикулюється як предмет спеціальних досліджень ані у вітчизняному, ані в світовому науковому дискурсі.
Ймовірно, вперше словосполучення «публічний поворот» («англ. public turn») використали 1987 року Ден Брок і Роберт Фулвіндер у дискусії «Публічний поворот в філософії», представленій у квартальному бюлетені Центру філософії і публічної політики університету Меріленду (США).
Втім, вдала постановка питання і ефектний термін не здобувають резонансу, і наступне використання цього поняття подибуємо лише 2005 року в однойменній книжці Пола Метью (США) в іншому значенні: вона  осмислює публічну роль університетських інтелектуалів і розвиває ідеї «письменницького активізму», «публічного» і «громадянського» письменництва та риторики, завдяки яким «тексти виходять до публіки».
У 2008-му словосполучення «public turn» разом з «turn to public» мимохідь і без пояснень вживає один з перших ентузіастів публічної соціології, професор Каліфорнійського університету Майкл Буравой. Згодом, у 2010-му, Патріка Нікель аналізує постання низки «публічних дисциплін» та констатує, що «в різних дисциплінах паралельно відбувається публічний поворот». 2016 року, також мимохідь, цей термін використовує російський соціолог Анатолій Лубський, на думку якого, «цей поворот багато в чому зумовив інтелектуальну ситуацію в соціальних науках на межі століть».
Однак у жодній з цього майже вичерпного переліку публікацій, автори яких використовують поняття «публічний поворот», воно майже не концептуалізоване й не постає як головний предмет дослідження.

### Впровадження терміна та системні дослідження
Як спеціальний термін із чітким визначенням та самостійний об'єкт теоретичного осмислення, його пропонує використовувати Іламі Ясна в однойменній статті в тематичному числі часопису «Філософська думка», присвяченому публічній філософії. В цій статті вона систематизує розрізнені згадки про схожі процеси в різних галузях гуманітаристики та вперше системно аналізує передумови публічного повороту, окреслює його ознаки, простежує поширення цієї тенденції в різних країнах і галузях знань, а також запроваджує етапи та критерії інституціалізації публічних відгалужень наукових дисциплін.

## Передумови публічного повороту[1]
Спроби простежити розвиток тенденції популяризації соціально-гуманітарних дисциплін, так само, як і науки загалом, слід відстежувати від витоків раціонального знання в Європі, тобто від доби Античності, коли основною, якщо не єдиною, синкретичною формою наукового знання була філософія. Виникаючи в античному полісі як діалогічна й публічна практика вільних громадян, філософія протягом усієї своєї історії зазнає коливань між полюсами езотеричності і відкритості, елітарності й популярності. Утім, у довгостроковій перспективі можна простежити загальний поступовий рух у бік публічності, популяризації, практизації, поетизації філософії та ширше, науки, осмислення ними своєї активної ролі у суспільстві, інтеграції її в публічний дискурс та охоплення дедалі ширших цільових авдиторій. Іламі Ясна виділяє п'ять чинників такого руху в останні три чверті століття.

### Розширення предметного поля гуманітаристики
Не в останню чергу це відбувається внаслідок світоглядних і методологічних поворотів другої половини ХХ століття. Насамперед це прагматичний (та згодом, практичний) повороти, що символізують перенесення акцентів з проблематики свідомості на проблематику дії, з теоретичної у практичну площину під впливом ідей американського прагматизму, засновники якого, Чарлз Пірс, Вільям Джеймс та Джон Дьюї, наполягали на тому, що філософія має зосередитись на «реальних проблемах», до котрих вони відносили моральні й політичні питання, втілюючи «суспільну надію, редуковану до ефективної програми дій». Згодом поворот до повсякденності, відзначає перенесення об'єкту рефлексії зі сфери трансцендентного до повсякденного буття, коли в поле зору філософів, соціологів, істориків потрапляють їжа і напої, кольори і пахощі, предмети побуту, хобі і види спорту та безліч інших близьких кожній людині дрібниць.

### Зміна методу гуманітарного пізнання
Другим чинником можна вважати зміну методу гуманітарного пізнання, що можна пов'язати, зокрема, із комунікативним поворотом, теоретичні витоки якого зазвичай віднаходять у концепціях Ю. Габермаса, К.-О. Апеля, Н. Лумана та ін. Класичне субстанціалістське розуміння соціального як надіндивідуального і метафізично первинного, поступається місцем інтерсуб'єктивній інтерпретації соціальності як комунікації, діалогу, взаємодії, спільного «конструювання реальності». На цьому теоретичному ґрунті не лише постають фундаментальні цінності соціальної активності і громадської участі, характерні для громадянського суспільства, але й визріває нова парадигма науки, яка визнає комунікативну природу і дискурсивний характер наукового пізнання та інтерсуб'єктивність знання як такого.  Тут вже не складно угледіти риси «публічної науки» ХХІ століття — науки не так «для публіки», як «разом з публікою»: співпраці, діалогу, спільного пошуку знання чи істини. Інакше кажучи, якщо у зв'язку з прагматичним поворотом і поворотом до повсякденності йшлося про формування філософії, здатної становити інтерес для публіки, то у  комунікативному повороті постає сама публіка, котру науковці вже майже готові сприйняти як рівноправного суб'єкта наукового дискурсу.

### Розмиття дисциплінарних і жанрових кордонів гуманітаристики
Третій чинник — розмиття дисциплінарних кордонів гуманітаристики в контексті загальнонаукової тенденції до порушення дисциплінарних меж та постання ідеалів міждисциплінарності, типової для межі ХХ-ХХІ століть, а також розмиття її жанрових кордонів — насамперед зближення її з літературою.
З одного боку це своєрідна «літературизація» чи «поетизація філософії» — процес освоєння філософією жанрів художньої літератури та «здачі думки поемі», перші проблиски якого, згідно з А. Бадью, помітні вже у творчості Ф. Ніцше та можуть бути простежені у творах інших представників філософії життя, екзистенціалізму й далі. Представники філософії стають лауреатами не лише суто академічних відзнак, але й літературних, як-то німецька премія імені Гете, яку в різні роки отримували А. Швайцер, З. Фройд, Е. Юнґер, Д. Лукач та ін. Лауреатами Премії Зігмунда Фройда, яку присуджують за публікацію наукових робіт доступною літературною мовою, ставали Г. Арендт, Ю. Габермас, Х.-Г. Ґадамер, О. Марквард, К. Шльоґель та ін. Серед імен лауреатів Нобелівської премії у галузі літератури поряд із, власне, літераторами, помічаємо імена представників академічної філософії або вихідців з неї — А. Камю, А. Бергсона, Б. Рассела, Ж.-П. Сартра.
Паралельно відбувається зустрічний рух літератури у напрямку філософії — своєрідна «філософізація літератури», коли серед письменників, далеких від академічної сфери, поширюється традиція надання літературним творам філософсько-символічного змісту. Ця тенденція, що спалахує та згасає протягом усієї історії як літератури, так і філософії — від Гомера і Гесіода в добу Античності, Вольтера і Ж.-Ж. Руссо за часів Просвітництва, Ф. Гельдерліна та Й. Ґете в період романтизму, до Ж.-К. Гюїсманса та О. Уайльда в другій половині ХІХ століття — від початку ХХ століття набуває нових масштабів у творчості А. Камю і Ж.-П. Сартра, Г. Гессе і Т. Манна, М. Унамуно і Р. Музиля. Ґ. Ґ. Маркеса і М. Кундери та навіть у науково-фантастичних творах Р. Гайнлайна, Ф. Діка, С. Лема та ін.

### Криза університетів
Четвертим чинником зростання попиту на гуманітарне знання поза межами університетів стає криза самих університетів та, насамперед втрата гуманітарною освітою своїх позицій як складової університетської освіти — факт, який визнають сьогодні представники як української, так і світової академічної спільноти.
З одного боку, падіння престижності гуманітарних дисциплін, скорочення аудиторних часів, майже повна відсутність попиту на дипломованих гуманітаріїв та, якщо йдеться про Україну мотивують фахівців відшукувати нові форми зайнятості поза межами університетів чи шкіл. Водночас те ж саме скорочення обсягу й неминуче зниження якості університетської гуманітаристики штовхає студентів і випускників до пошуку альтернативних джерел гуманітарного знання, потреба в якому, здається, є невід'ємною рисою людини.
Разом зі ще одним освітнім трендом сьогодення — виникненням нових освітніх форматів, як-то освіта протягом життя, освіта для дорослих, освіта з акцентом на здобуття універсальних компетенцій тощо — це зумовлює появу нових освітніх майданчиків, як то відкриті лекторії, дискусійні клуби і філософські кав'ярні, онлайн-курси тощо.

### Наростання соціальних проблем та кризових ситуацій
Нарешті, за п'ятий чинник доцільно взяти поширену гіпотезу про те, що «спрага до філософії» є своєрідним маркером соціальних проблем та кризових ситуацій. З тих часів, коли у Давньому Римі Діон Хрисостом писав, що «як ліки купують лише при серйозній хворобі, так і філософією нехтують, поки не прийде надмірна біда», та до сьогодні, коли «рутинну повсякденності руйнують нерозв'язні проблеми, в людей виникають питання, які вони врешті-решт скеровують до філософів». Це пояснює лавиноподібне зростання попиту на різноманітні форми публічної філософії, соціології, історії тощо саме тоді, коли зростає кількість соціальних конфліктів та рівень соціальної напруженості — у світі від кінця минулого тисячоліття та в Україні в останні два-три роки.

## Інституціалізація «публічних дисциплін»[1]
Коли та чи інша форма суспільної, зокрема, наукової діяльності сягає помітних масштабів, стаючи масовою, подальший ефективний розвиток вимагає її професіоналізації та інституціалізації.

### Процес і критерії інституціалізації
Аналізуючи процес інституціалізації наукових дисциплін загалом, Роберт Вітлі вказує на два рівні цього процесу. Когнітивний характеризує ступінь взаєморозуміння між фахівцями: ясність термінології і формулювань, використання спільної методології, наявність критеріїв релевантності проблем та способів їх рішень, рівень осмислення ситуації у наукових публікаціях і дискусіях тощо. Соціальний пов'язаний із ступенем розвитку формальних структур, що об'єднують членів когнітивної структури: наявністю відповідних кафедр, факультетів, спеціалізованих професійних спільнот чи секцій крупних дисциплінарних організацій; розподілення університетських ресурсів; функціонування дисциплінарних періодичних видань тощо.
Іламі Ясна, адаптуючи концепцію Вітлі до такого специфічного випадку, як інституціалізація публічних напрямків всередині наявних дисциплін, вважає доцільним виокремити також практичний рівень, що характеризує ступінь фактичної залученості фахівців у публічний дискурс. Різною мірою, у тому чи іншому співвідношенні ці ознаки вже можна відстежити у низці галузей соціально-гуманітарного знання.

### Публічна соціологія[en]
«Класичним» прикладом тут є соціологія, яка першою розпочала шлях до інституціалізації свого публічного відгалуження, та в якій подибуємо більшість складових інституціалізації публічного напрямку на усіх рівнях від практичного до соціального. Першою заявкою на теоретичну леґітимацію «публічної соціології» (коґнітивний рівень інституціалізації) стає у 2008 році офіційний лист Герберта Ґанса президентові Американської Соціологічної Асоціації (АСА) та його ж стаття із амбітною назвою «Більшість з нас має стати публічними соціологами». Утім, найчастіше теоретичне оформлення публічної соціології пов'язують із програмним листом Майкла Буравоя «За публічну соціологію» від 2004 року, де він описує її як «соціологію, що перетинає академічні межі» та є «дзеркалом і совістю суспільства».
Щодо соціального рівню інституціалізації, то тут слід зазначити виокремлення Секції соціологічної практики і публічної соціології у складі АСА та започаткування нею двох щорічних нагород за досягнення соціологів у практичній та публічній сфері, створення інших аналогічних організацій при університетах і кафедрах, проведення тематичних симпозіумів і конференцій (зокрема в Україні). Засновано спеціальні періодичні видання, як то «Journal of Public and Professional Sociology»; у низці університетів створено навчальні програми за спеціальністю «публічна соціологія», а відповідні розділи включено до пропедевтичних підручників.

### Публічна антропологія[en]
Стратегію соціології активно запозичують інші галузі гуманітаристики, зокрема антропологія, де події розгортаються за схожою схемою: програмна стаття Р. Борофскі 2000 року, створення Центру публічної антропології (США); навчальні програми в університетах, нагороди для представників академічної антропології, що виходять в публічний простір тощо.
За Борофскі, «публічна антропологія демонструє здатність антропології та антропологів ефективно розв'язувати питання поза межами своєї дисципліни, висвітлюючи широке коло соціальних проблем сьогодення, а також ініціювати публічний діалог навколо цих питань заради стимулювання соціальних змін».

### Публічна історія[en]
Дещо раніше, з 70-х років ХХ століття, набуває ознак інституціалізації та поширюється у світі публічна історія, яку визначають як «галузь історії, що зайнята перекладом історичного знання з академічної мови на мову публічних репрезентацій … для розуміння і подальшого вжитку широкою авдиторією».
Розвиток відбувається схожим шляхом із публічною соціологією та антропологією. Після низки програмних статей у 1972 році у Великій Британії засновано Премію Вольфсона з Історії за видатну майстерність у створенні книжок з історії для широкої публіки. У 1978 виходить друком перший номер наукового журналу «The Public historian». У 1979 засновано Національну раду США з Публічної Історії, девізом якої є «Змушуючи історію працювати у світі».
У 70-80-х роках відбувається становлення публічної історії як академічної дисципліни. У 1976 році в Університеті Санта-Барбари (США) вперше у світі відкрито перший бакалавріат за спеціальністю «Публічна історія». Сьогодні лише у США діє більш, ніж 130 програм публічної історії, випускаючи, як свідчить сайт спеціальності «Публічна філософія» Гейдельбергського університету (Німеччина), «істориків, які прагнуть працювати у позауніверситетському середовищі, зокрема, у видавничій справі, у ЗМІ, в музеях».
Цей напрямок набуває поширення й в Україні: проводяться тематичні наукові конференції, відкрито магістерську програму з публічної історії в Українському Католицькому Університеті. У 2019 р. в Київському національному університеті імені Тараса Шевченка відкрилася перша в Україні бакалаврська освітня програма «Практична (публічна) історія».

### Публічна філософія
Основна стаття: Публічна філософія.
Хоча на практичному рівні витоки тенденції популяризації науки й залучення науковців до публічного дискурсу можна угледіти саме у філософії, яка ще від часів Античності була публічною практикою, і з філософією ж пов'язані перші спроби осмислення «публічного повороту», у науковому дискурсі системне дослідження публічних форм філософування розпочинається дещо пізніше, ніж в суміжних галузях гуманітаристики.
За аналогією з соціологією, історією та іншими галузями знання, 2008 року створено Комітет з публічної філософії при Американській Філософській Асоціації, а наприкінці 2015-го — Центр публічної філософії у Каліфорнійському університеті Санта Круз. Започатковано журнал «Public Philosophy Journal» та соціальну мережу «Public Philosophy Network», а також однойменну щорічну конференцію, чергова сесія якої відбудеться 2018 року. У 2014 році проблематиці філософії в публічному просторі вперше присвячено тематичне число наукового журналу — американського «Essays in Philosophy Journal». Важливим внеском до процесу популяризації філософії стає відповідна політика UNESCO, зокрема, встановлення у 2005-му році Всесвітнього дня філософії як міжнародного свята.
В Україні осмислення цієї тенденції розпочинається у популярних медіа з інтерв'ю та публікацій представників академічної філософії — А. Баумейстера, І. Голубович, В. Кебуладзе, Т. Лютого та ін., а дещо пізніше переноситься й до академічного дискурсу, розгортаючись, зокрема, у публікаціях М. Препотенської, Іламі Ясної, а також у тематичному блоці одного з провідних галузевих наукових часописів «Філософська думка».
Давно і успішно лекції філософської та релігієзнавчої тематики для широкого загалу слухачів проводить Інститут релігійних наук св. Томи Аквінського, 2017 року в Національному педагогічному університеті ім. М. П. Драгоманова відкрито першу магістерську програму суміжного напрямку — «Філософська публіцистика, філософське мистецтво та арт-терапія».

### Публічна теологія
Схожим шляхом відбувається становлення і розвиток публічної теології, яку К. Ванхузер визначає як «теологію, що артикулює суспільно важливі проблеми у відкритому публічному просторі, в якому жодне віросповідання чи конфесія не має переваг» та вважає її «реакцією проти «приватизації віри та обмеження її питаннями індивідуального спасіння». Редактори Міжнародного журналу публічної теології вбачають причини її формування у тому, що в сучасному світі теологія «має розвиватися у діалозі з різними академічними дисциплінами, такими як політологія, економіка, культурологія, релігієзнавство, а також із суспільством загалом». Об’єктом теоретичного інтересу публічної теології, так само, як і інших публічних дисциплін, є «дослідження ролі релігій у суспільному бутті» чи «дослідження теології у світі, що глобалізується» за описом дослідницької програми з публічної теології університету Берклі.
Станом на сьогодні діють десятки магістерських та дослідницьких програм з публічної теології, зокрема в таких провідних університетах світу, як Берклі (США); при університетах створюють відповідні підрозділи, як-то Центр публічної і контекстуальної теології в Charles Sturt University; академічне видавництво Brill видає Міжнародний журнал публічної теології.
2017 року в Україні вийшла друком книжка архімандрита Кирила (Говоруна) «Українська публічна теологія», однією з ключових ідей якої є «роздуми автора про місце релігійного у публічному просторі, взаємовідносини між Церквою та державою і Церквою та суспільством».

### Публічна географія
Відтворює цю стратегію й публічна географія, що вперше набуває висвітлення у листі Александра Мерфі президентові Американської Асоціації Географів, де він закликає представників географії до "публічної присутності, … соціального активізму та сприяння підвищенню видимості географічної науки в публічній площині.

### Публічна кримінологія
Тема активізації діалогу представників академічної кримінології останнім часом також опиняється у фокусі академічних публікацій та дискусій, а схема заснування цього напрямку багато в чому віддзеркалює стратегію інституціалізації публічної соціології М. Буравоєм.

### Публічні інтелектуали
Схожі процеси відбуваються у психології, теології, економіці та інших галузях соціально-гуманітарного знання. Нарешті, набуває поширення поняття «публічні інтелектуали». Зокрема, артикулюється питання про публічну роль представників академічної науки. Так, за формулюванням А. Етционі, це — «інтелектуали, що беруть участь у публічному дискурсі на додаток до академічної кар'єри», Р. Поснер розглядає представників різних професій, зокрема, філософів, у ролі публічних інтелектуалів, а С. Еліасон та С. Кальберг присвячують спеціальне дослідження темі «Академічні науковці як публічні інтелектуали».
За широко цитованим визначенням М. Рябчука, цим терміном позначають «людей розумової праці, які мають певне публічне ім'я й авторитет і мають достатню відвагу та компетентність висловлюватися публічно з найрізноманітніших суспільно важливих питань. У цьому сенсі вони є певною суспільною інституцією — інституцією громадянського суспільства, яка: а) дає в популярній формі фахову оцінку проблем та шляхів їхнього вирішення; б) встановлює певну ієрархію цих проблем, структурує їх у суспільній свідомості; в) задає суспільству не лише інтелектуальні, а й певні моральні стандарти мислення та поведінки».
Тема публічних інтелектуалів та їх ролі у демократичному суспільстві в останнє десятиріччя набуває значної популярності: у світі їй присвячено десятки монографій, наукових конференцій тощо. Постають ці питання й в українському дискурсі, зокрема, в межах круглого столу та тематичного блоку часопису «Філософська думка» у 2014 році, а також в численних публікаціях та інтерв'ю у медіа.

## Просвітницька місія науковців
Таким чином, однією з форм існування соціальних і гуманітарних наук у демократичному суспільстві стає їх залучення до публічного дискурсу. Сучасну гуманітаристику не може вдовольнити роль езотеричного академічного знання, вона прагне заявляти про себе поза академічними межами й доносити своє знання до широкої публіки, відіграючи активну соціальну роль. Враховуючи те, що суспільство зі свого боку, відчуває нагальну потребу у такому знанні, процес освоєння гуманітарними дисциплінами публічної площини відбувається досить активно, різні напрямки публічної гуманітаристики поступово просуваються від животіння у статусі своєрідної девіації академічної діяльності до етапу інституціалізації як леґітимної форми цієї діяльності. Окремі дослідники навіть вважають вихід представників академічної гуманітаристики та ширше, науки, до публічного дискурсу свого роду соціальним обов'язком:
| | «З маленькими людьми не зробиш великих справ», – писав у 1859-му Джон Мілль, вважаючи, що держава, укладена з погано освічених, позбавлених відчуття свободи, власної думки й спраги до вільної творчості людей, не має життєвої сили. Сьогодні ми впевнені, що саме інтелектуали, насамперед, науковці, відповідальні за те, щоб громадяни їхньої країни не ставали «маленькими», а отже, вихід в публічний простір й трансляція знань і ідей повсякденною мовою є не менш, ніж соціальною місією кожного представника гуманітаристики та ширше, науки. Водночас ніша популярної науки є вразливою для усіляких зловживань, яким можна протистояти лише шляхом залучення до цієї ніші справжніх професіоналів, яке стане своєрідним «щепленням» проти її заповнення псевдофілософськими та псевдонауковими інформаційними потоками. При цьому йдеться не про розвиток наукової журналістики, яка останніми роками набуває популярності, тобто не про те, щоб навчити журналістів чи письменників говорити про науку, а про зустрічний рух науковців до публіки, тобто завдання навчити їх говорити про складні речі зрозумілою мовою. |
| — (Опис проекту "Публічна гуманітаристика" на сайті ГО "Філософія в дії"), http://action.philosophy.ua/project/gumanitarystyka-v-publichnomu | |

## Основна література
1. Ясна, Іламі (2017). Public turn: філософія в публічному просторі. Філософська думка (1), 28–41.
2. Brock, D. W., Fullinwider, R. K. (1987). The Public Turn in Philosophy. Philosophy and Public Policy Quarterly (1), Т. 7.
3. Special issue of Essays in Philosophy: Public Philosophy (2014). Essays in Philosophy (15), Issue 1.
4. Burawoy, M. (2005). For Public Sociology. American Sociological Association Presidential Address (2004). American Sociological Review (1), Т. 70, 4–28.
5. Ackermann, F., Ackermann, J., Littke, A., Nießer, J., Tomann, J. (2011). Diskussion Angewandte Geschichte: Ein neuer Ansatz? Version: 1.0. Docupedia-Zeitgeschichte.
6. Borofsky, R. (2011). Defining Public Anthropology. Center for Public Anthropology.
7. Murphy, A. B., Blij, H. d., Turner, B. L., II, Gilmore, R. W., Gregory, D. (2005). The role of geography in public debate. Progress in Human Geography (2), Т. 29, 165—193.
8. Chancer, L., McLaughlin, E. (2007). Public criminologies. Diverse perspectives on academia and policy. Theoretical Criminology (2), Т. 11, 155—173.